# Сискию
Сискию (на английски: Siskiyou) е окръг в Калифорния. Окръжният му център е град Уайрика.

## География
Сискию е с обща площ от 16 440 кв.км. (6347 кв.мили).

## Население
Окръг Сискию е с население от 44 301 души.

## Градове
- Дорис
- Маунт Шаста
- Уийд
- Форт Джоунс